# Eigigu
Eigigu (también Eguigu) es, según la mitología nauruana, una niña que habita la luna iluminada que es visible en las noches oscuras.

## Leyenda
Según la leyenda, Eigigu vivía con sus dos hermanas mayores, que también se llamaban Eigigu, en casa de sus padres, Eigigu y Gadiya. Un día se cayó y se lesionó gravemente su pierna. Acudió a su madre, que le aconsejó que se fuera corriendo a la playa para permanecer allí para siempre. La madre no se había dado cuenta en ese momento del daño que ella misma se había hecho.
Eigigu se fue apenada a la playa y se sentó al lado de un pequeño árbol, llamado Dogimadere en Nauru. Miró al pequeño árbol y decidió que lo regaría, para averiguar cuánto podría crecer. Regó el árbol hasta que llegó a los cielos y la punta desapareció en una nube. Eigigu empezó a subir el tronco, pero al hacerlo, las ramas bajo ella se rompieron, lo que hacía imposible que pudiera volver.
Las dos hermanas Eigigus vinieron a ver como estaba. Vieron el árbol y a su hermana cerca de la punta. La llamaron para que bajara y le ofrecieron una faldilla hecha de hierba para bailar el hula, así como un bonito cinturón. Pero Eigigu les dijo que se lo llevarán de vuelta y que no volvería a ver nunca a su madre. Las hermanas, consternadas, volvieron para dar la noticias a su madre, que se enojó unos días después, pero ya era demasiado tarde para hacer algo.
Mientras tanto Eigigu siguió su escalada hasta una nube junto a punta del árbol. Para su sorpresa, encontró allí una casa, y dado que tenía hambre, entró en ella. En la casa había una anciana ciega llamada Enibarara, que bebía jugo de palma de un vaso. Eigigu se sirvió dos tazas del jugo, antes de que la anciana se diera cuenta de que algo no cuadraba. La señora preguntó desconfianza quien osaba robar el jugo de palma que le había hecho su hijo. Eigigu estaba a punto de servirse una tercera taza cuando la dama de repente le agarró la mano y la retuvo. Eigigu suplicó, que curaría a la dama de su ceguera si esta la protegía. Enibarara estuvo de acuerdo, y Eigigu le sopló a la dama en los ojos.
De pronto muchas hormigas, escarabajos y pequeños insectos se arrastraron desde los ojos de Enibarara, y esta pudo ver otra vez. Dio las gracias a Eigigu y la ocultó porque su hijo Debao, el trueno, venia. Escondió a Eigigu en una gran media concha. Debao podía percibir un olor humano, pero Enibarara le dijo que estaba equivocado. De repente la temperatura dentro de la casa ascendió. El segundo hijo de Enibarara, Ekwan, el Sol, había llegado. Finalmente también llegó el hijo menor, Maramen, la luna. También él percibió a Eigigu. Enibarara lo confirmó y dijo que Maramen debería casarse con Eigigu, ya que encajarían bien juntos. Al parecer, al día siguiente Eigigu se montó en el regazo de Maramen y se alejaron en una nube.
Los creyentes nauruanos siguen afirmando hoy en día que si se observa la luna en una noche clara con detenimiento, se puede distinguir una sombra oscura. La sombra no es otra que Eigigu, que está sentada en la luna creciente tejiendo una alfombra con hojas de una palmera Pandanus.

## Influencias
Existe una empresa con sede en Nauru que se denomina según la figura de Eigigu, la Corporación Eigigu Holdings, que incluye un supermercado que opera en Denigomodu. La Empresa es el principal cliente de los pescadores en Nauru, ya que no hay mercado de pescado.
- Datos: Q1303572